# Каракей
Каракей (тур. Karaköy) — квартал у районі Бейоглу в Стамбулі, Туреччина. Розташований у північній частині гирла Золотого Рогу на європейській стороні Босфору. З давніх часів є важливим комерційним та транспортним центром міста. Раніше називався Галата. Зв'язаний з Еміненю через Галатський міст. 

## Етимологія
Слово Karaköy - це поєднання «кара» та «köy». "Кара", ймовірно, походить від турецького слова Карай, маючи на увазі тюркську єврейську громаду, яку називають кримськими караїмами. Свого часу караїми були більшістю людей, які жили в цьому окрузі.  Однак у сучасній турецькій мові "кара" означає дуже чорний колір (як колір землі). "Köy" означає село. 

## Історія
Каракей був портовою зоною ще з візантійських часів, коли північний берег Золотого Рогу був окремим поселенням, через Золотий Ріг від Константинополя. Після повторного завоювання міста від Латинської імперії 1261 року імператор Візантії надав генуезьким купцям дозвіл на поселення та ведення бізнесу в цьому місці в рамках пакту про оборону. 
Район швидко розвивався, і генуезці будували міцні укріплення для захисту себе та своїх складів. Фрагменти генуезьких стін досі видні, башта Галата, найбільш помітна з усіх. У 15 столітті Галата виглядала, як італійське місто. 

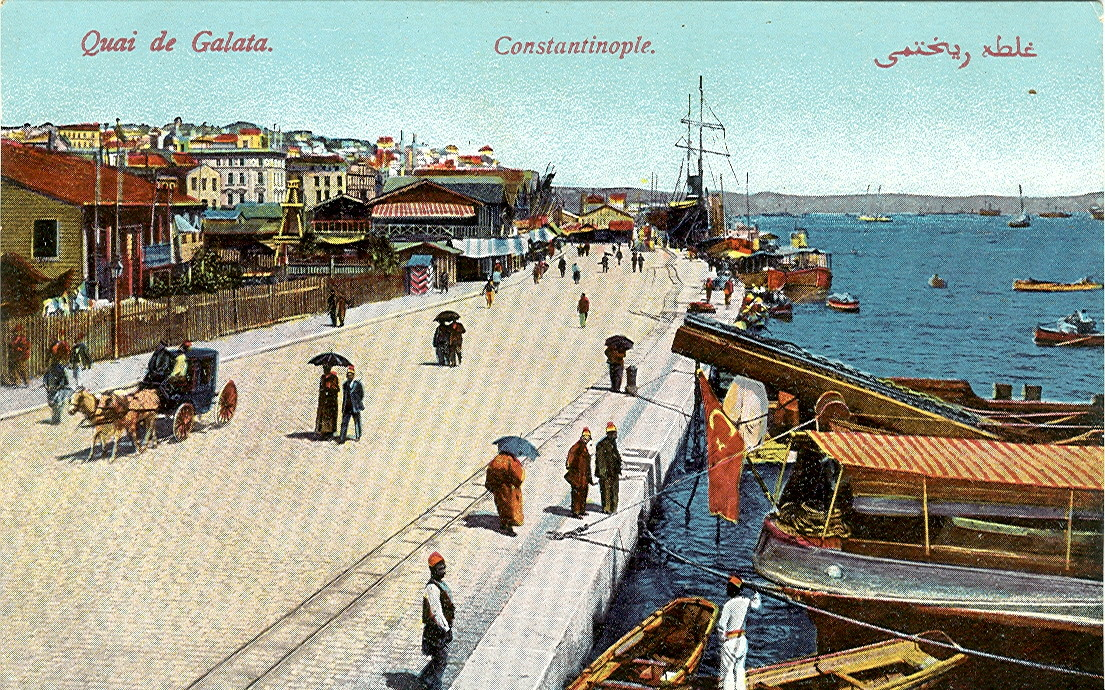
Набережна Галата (Каракей) на початку 20 століття

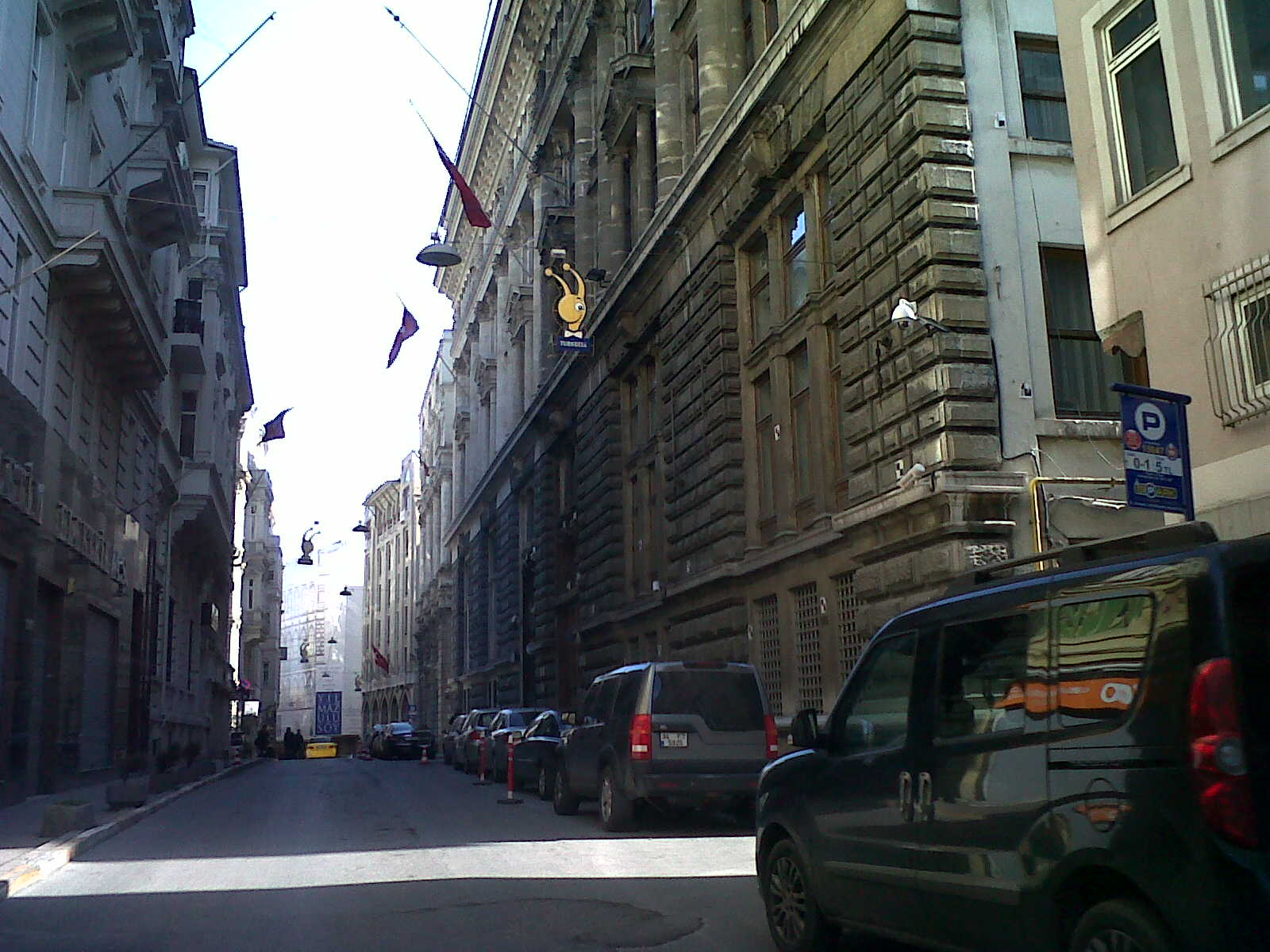
Банкалар Каддесі - фінансовий центром Стамбула в османський період. Завершена у 1892 році штаб-квартира Османського центрального банку - перша будівля праворуч.

У 1455 році, одразу після завоювання Константинополя, округ мав пістрявий склад жителів: тимчасово проживаючі тут генуезьські, венеціанські та каталонські купці; генуезці османського громадянства; греки, вірмени і євреї. Склад населення змінився за короткий час, і за переписом населення в 1478 р. майже половина населення району була мусульманською. З 1500 року тут оселилося багато сефардських євреїв, які втекли від іспанської інквізиції. 
Французький поет Андре Шеньє народився в Каракеї в 1762 році, його батько - французький купець і дипломат, а мати - османська гречанка. 
Каракей пережив другу хвилю християнського припливу, коли британські, французькі та італійські сили союзників приїхали до Стамбула для участі у Кримській війні (1854–1856). Відсутність пірсів ускладнила розвантаження військ та військової техніки. У 1879 році французька компанія отримала концесію на будівництво набережної в Каракеї, яка була завершена в 1895 році.  
В останнє десятиліття 19 століття Каракей розвивався як банківський район. Османський банк створив тут свою штаб-квартиру, італійські та австрійські страхові компанії відкрили свої відділення. 
Зі збільшенням торговельної активності на початку 20 століття порт розширився митними будівлями, пасажирськими терміналами та військово-морськими складами. Каракей також став відомим своїми грецькими тавернами, розташованими вздовж набережних. 
Після 1917 року тисячі емігрантів з Росії, що рятуються від більшовицької революції, висадилися тут і оселилися в цьому районі. 

## Транспорт

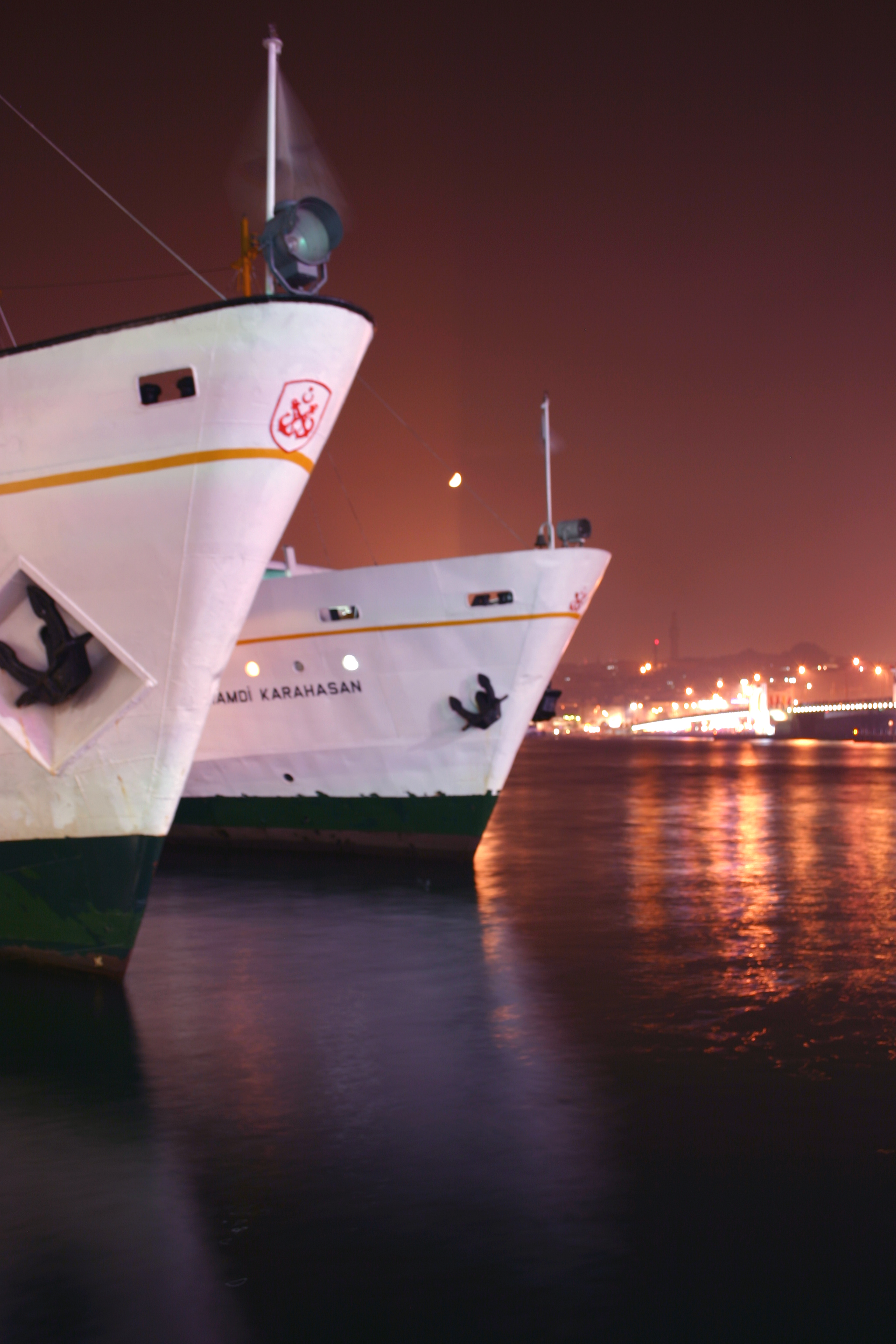
Пороми на берег набережної Каракой

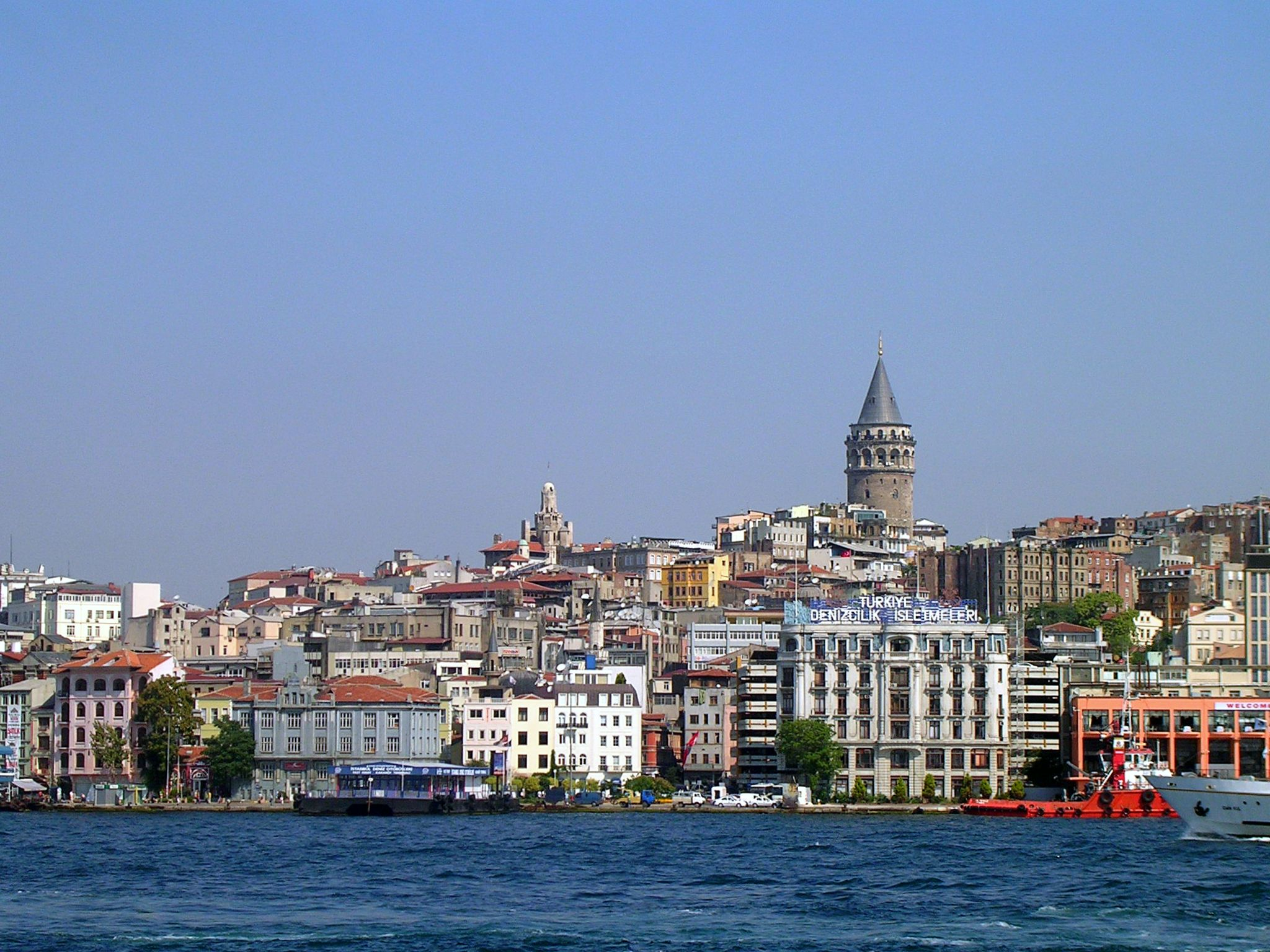
Вид на Каракей та вежу Галата з Босфору

На сьогодні Каракей є важливим транспортним вузлом для міжміських та міжнародних пасажирських перевезень. 
Міст Галата з'єднує Каракей зі Старим містом, по якому курсує швидка трамвайна лінія Зейтінбурну - Кабаташ. З 1876 року підземний фунікулер під назвою Тюнель перевозив людей з нижнього кінця в Каракею на проспект Істікляль в Бейоглу. Паромні човни курсують кожні 10-20 хвилин від поромного терміналу на понтоні до залізничного терміналу Гайдарпаша та Кадикея через азійський берег Босфору. 
З порту Каракей пароми курсують у пункти призначення Чорного моря, такі як Одеса, Ялта, Севастополь, Херсон, Євпаторія, Новоросійськ в Україні та Констанца в Румунії. Величезні розкішні круїзні кораблі, що ходять до середземноморських портів, таких як Афіни в Греції, Дубровник у Хорватії, Чивітавеккья (Рим) та Венеція в Італії, причалюються також у порту Каракей. 

## Комерція

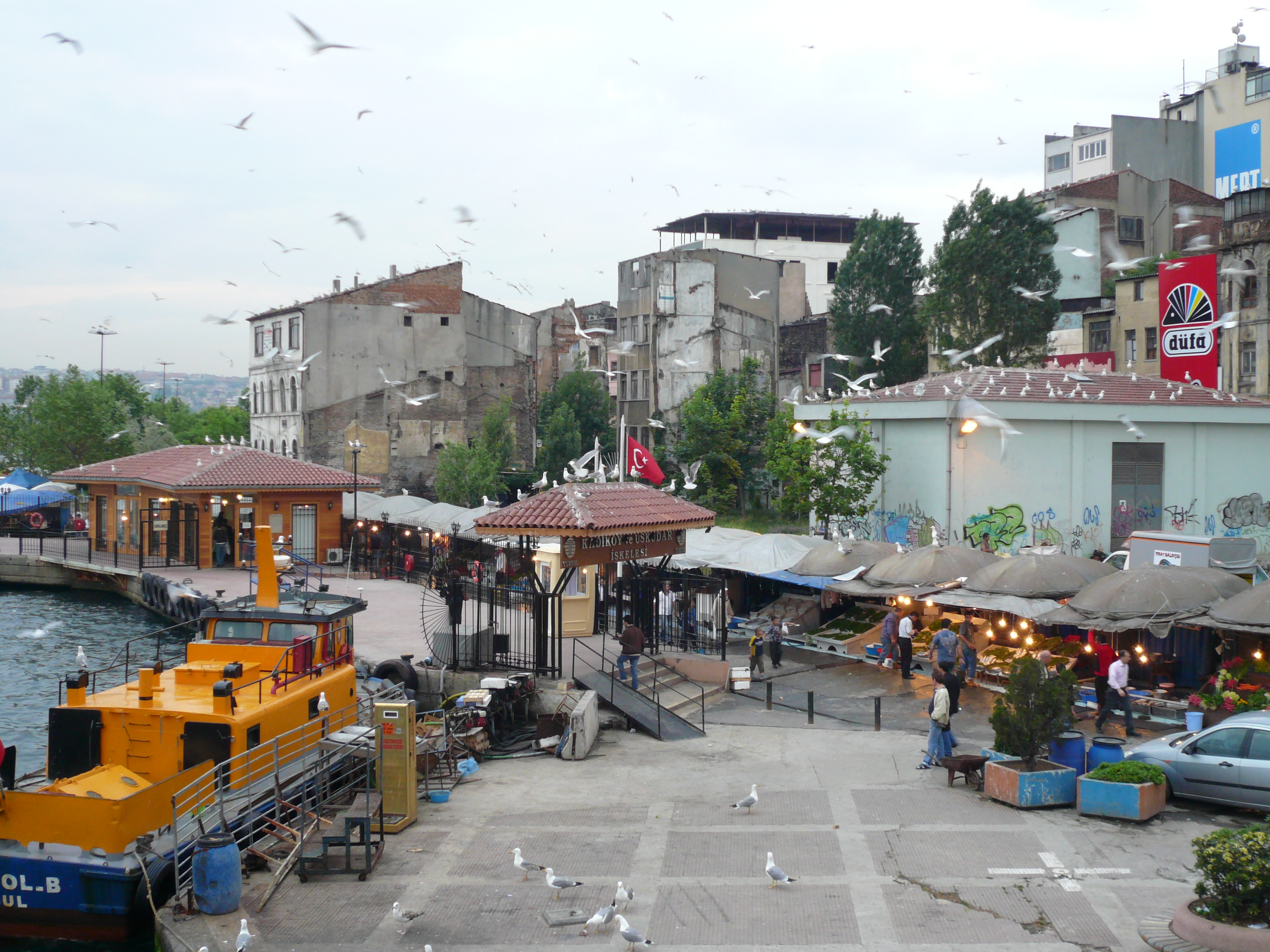
Рибний базар

Активний діловий центр протягом століть, Каракей залишається важливим комерційним центром Стамбула і зараз. Всі види технічних, механічних інструментів та деталей пропонуються в Першембе Пазари (дослівно четверговий ринок) навколо вулиці Терсане. Магазини, що торгують електричними товарами, розташовані на вулиці Войвода. На вулиці Кемералті можна знайти різні деталі сантехніки. У торговому центрі Selanik Pasajı на площі Каракоя розміщуються магазини, що спеціалізуються на електронних деталях. Підземний ринок забезпечує також безпечний проїзд під напруженою дорогою, що перетинає площу Каракея. 
Каракей - також популярне місце, де можна їсти особливо морепродукти, бурек (тістечка), мухаллебі (турецький пудинг) та баклаву. Численні крихітні рибні ресторани, паби та кафе, розташовані на проїжджій частині мосту Галата, приваблюють місцевих та іноземних туристів. По лівий бік від мосту знаходиться рибний ринок, на якому є рибні ресторани та фудкорт з морепродуктами. Ліман Локантаси (Liman Lokantası) (ресторан порту), розташований у будівлі пасажирського терміналу, є відомим місцем для вечері. 
Квартал червоних ліхтарів Стамбула також є в Каракої.

## Цікаві місця
- Вежа Галата

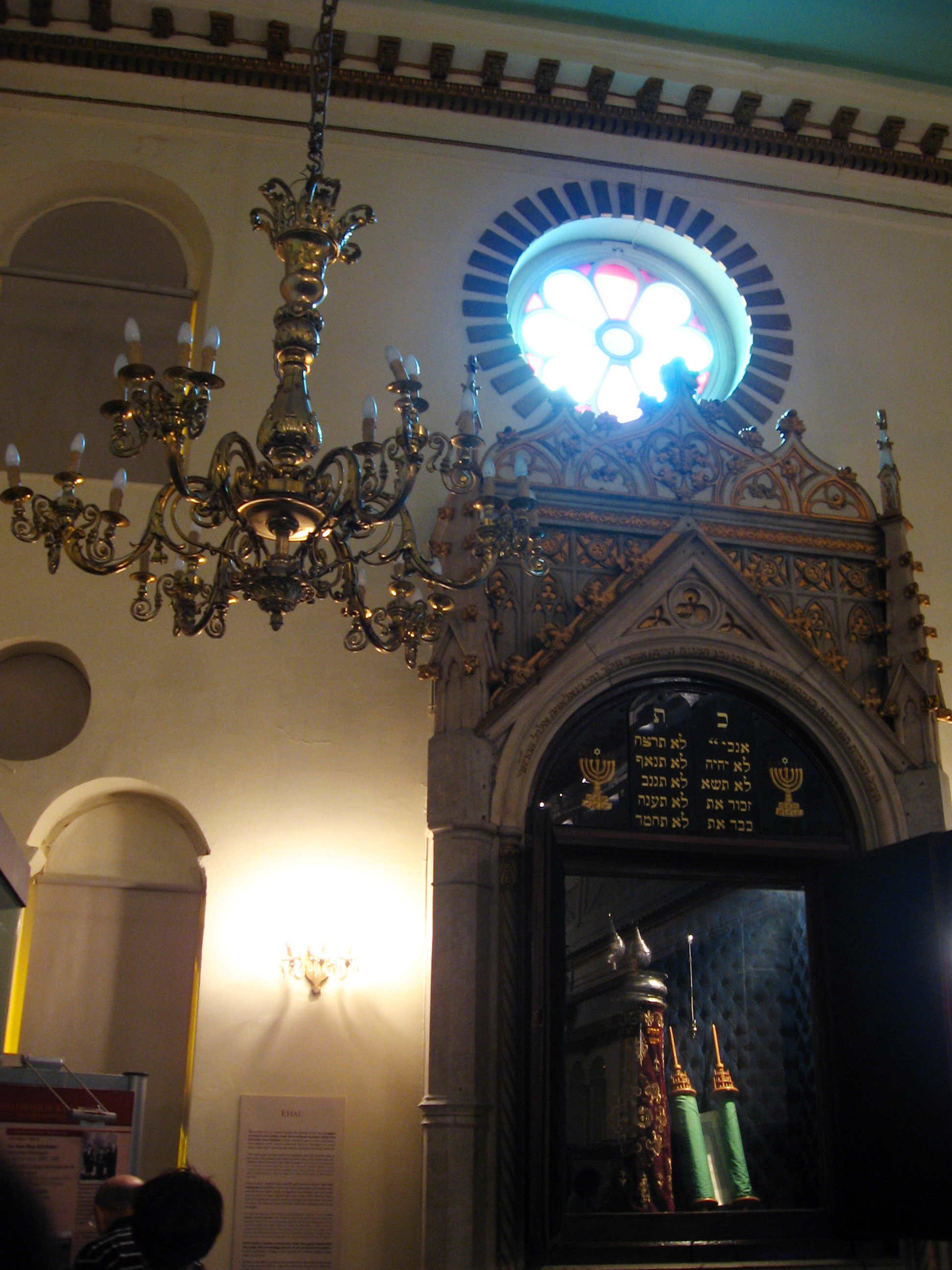
У синагозі Цюльфаріс розташований єврейський музей Туреччини

- Сходи Камондо, подаровані заможним сефардським єврейським банкіром Авраамом Камондо (1785–1873) та побудовані в стилі бароко, піднімаються на пагорб від вулиці Воєвода аж до модних районів 19 століття. [5]
- Музей Османського Банку
- Єврейський музей Туреччини
- Арап мечеть, найдавніша мечеть у Стамбулі перероблена з церкви. Використовувалася арабськими іммігрантів, що втекли від іспанської інквізиції

## Відомі уродженці
- Андре Шеньє, французький поет, який пов'язаний з французькою революцією.